# Archanara rufescentella
Archanara rufescentella là một loài bướm đêm trong họ Noctuidae.